# Lew Drozdowski
Lew Antonowicz Drozdowski, ros. Лев Антонович Дроздовский (ur. 3 lutego?/15 lutego 1869 w Kerczu, zm. 19 października 1951 w Limie) – generał major Armii Imperium Rosyjskiego, generał chorąży Armii Czynnej Ukraińskiej Republiki Ludowej, topograf w armii abisyńskiej w okresie międzywojennym.

## Życiorys
Ukończył Aleksandryjskie Klasyczne Gimnazjum w Kerczu, zaś w 1892 studia na Imperatorskim Uniwersytecie Noworosyjskim w Odessie. W połowie czerwca 1892 wstąpił do armii rosyjskiej. Po przejściu kursu w Kijowskiej Szkole Junkrów Piechoty w 1894, otrzymał stopień podporucznika. Służył w 32 Brygadzie Artylerii. W 1897 awansował na porucznika, zaś w 1901 na sztabskapitana. W 1904 w stopniu kapitana ukończył Nikołajewską Akademię Sztabu Generalnego w Petersburgu.
W latach 1904–1905 wziął udział w wojnie z Japonią. Od początku maja 1905 pełnił funkcję starszego adiutanta w sztabie 33 Dywizji Piechoty. Od połowy października 1906 dowodził kompanią 130 Chersońskiego Pułku Piechoty. Od końca stycznia do końca kwietnia 1908 był zastępcą starszego adiutanta w Sztabie Wileńskiego Okręgu Wojskowego, po czym został starszym adiutantem w sztabie 30 Dywizji Piechoty. Od początku czerwca 1908 pełnił funkcję starszego adiutanta w Sztabie Kaukaskiego Okręgu Wojskowego. Na podpułkownika awansował ze starszeństwem z 29 marca 1909. Pod koniec listopada 1910 objął funkcję oficera sztabowego do poruczeń w Sztabie Turkiestańskiego Okręgu Wojskowego. Od początku lutego 1911 był zastępcą kwatermistrza Zarządu Głównego Sztabu Generalnego. Na pułkownika awansował ze starszeństwem z 25 marca 1912. Od początku maja do początku września 1913 dowodził batalionem 17 Archangielskiego Pułku Piechoty w Żytomierzu. Do końca maja 1914 pełnił funkcję kwatermistrza Zarządu Głównego Sztabu Generalnego. Do początku grudnia 1915 był wykładowcą wojskowym w Pawłowskiej Szkole Wojskowej w Petersburgu.
Wziął udział w I wojnie światowej. Dowodził 137 Nieżynskim Pułkiem Piechoty. Na początku stycznia 1917 został szefem sztabu 52 Dywizji Piechoty. 2 kwietnia tego roku awansował na generała majora. Od początku sierpnia 1917 był szefem sztabu I Korpusu Gwardii.
W połowie marca 1918 wstąpił do Armii Czynnej Ukraińskiej Republiki Ludowej. Otrzymał stopień generała chorążego. Od końca sierpnia tego roku pełnił funkcję pierwszego generała kwatermistrza Sztabu Generalnego. Następnie został szefem sztabu III Korpusu Armijnego. Pod koniec października objął funkcję attaché wojskowego Poselstwa ukraińskiego w Szwajcarii. Pod koniec 1918 udał się na emigrację do Niemiec. W 1931 wyjechał do Abisynii. Został topografem wojskowym armii abisyńskiej. Od 1948 mieszkał w Peru.

## Ordery i odznaczenia
- Order św. Stanisława kl. 2 – 1908
- Order św. Anny kl. 3 – 1905
- Order św. Stanisława kl. 3 – 1900